# Ernst Wegener

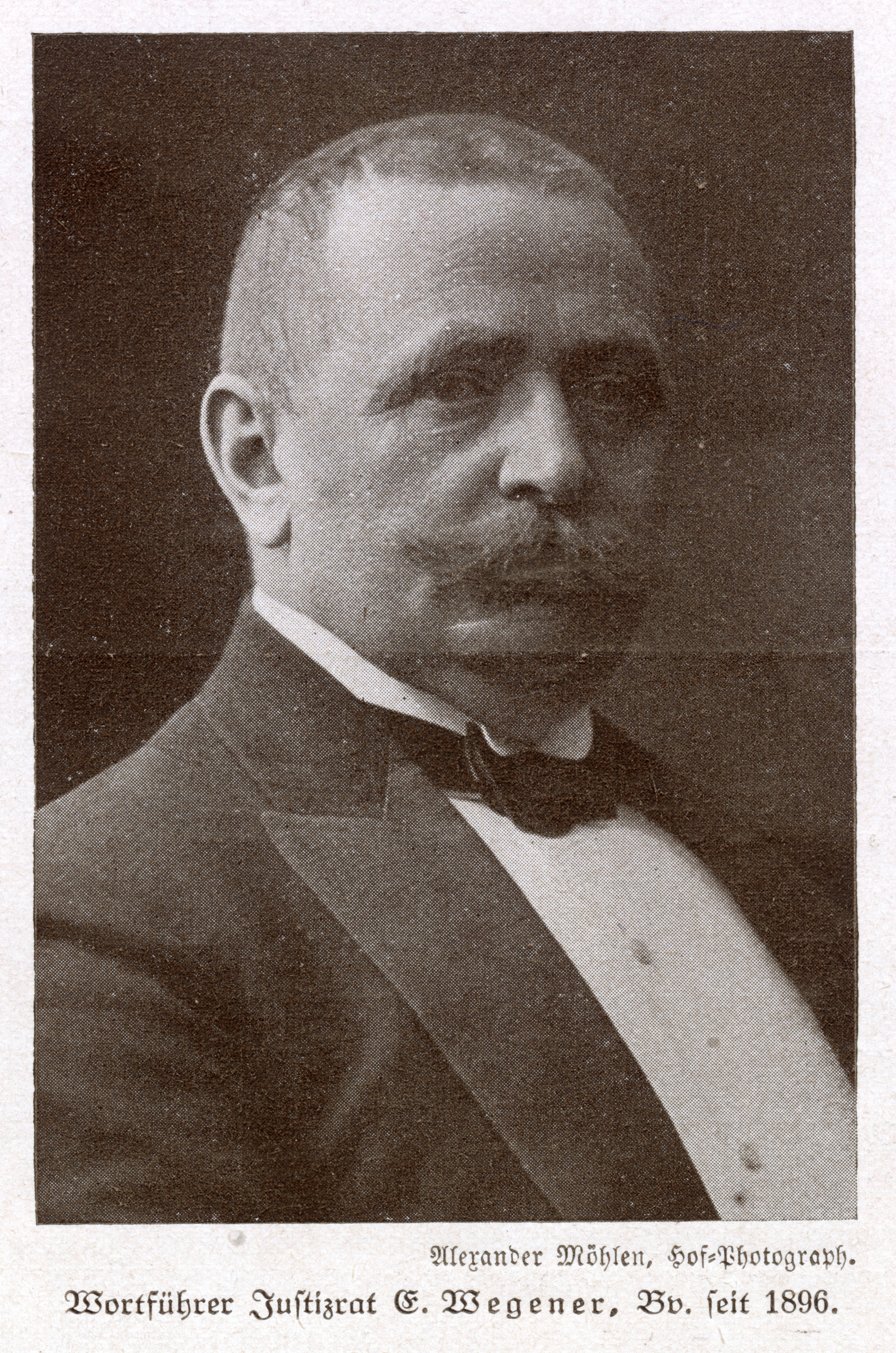
Wortführer und Justizrat E. Wegener;
Aufnahme: Hoffotograf Alexander Möhlen, um 1913

Ernst Wegener (* 23. April 1863 in Hannover; † 24. April 1945 ebenda) war ein deutscher Jurist und Kommunalpolitiker. Er wirkte als Justizrat und Bürgervorsteher in Hannover.

## Leben
Ernst Wegener legte 1883 sein Abitur am Kaiser-Wilhelm-Gymnasium ab und studierte Rechtswissenschaften in Jena und Bonn. 1886 legte er die Referendarprüfung ab, 1891 die Assessorprüfung. Ab 1895 war er als Anwalt, seit 1913 auch als Notar in Hannover tätig. Von 1896 bis 1919 war er ununterbrochen Bürgervorsteher. 1902 wurde er erstmals zum Worthalter gewählt und danach achtmal bestätigt. 1919 verzichtete er trotz erneuter Wiederwahl auf sein Amt.

## Ehrungen
Im hannoverschen Zooviertel ist eine 1933 angelegte Straße nach ihm benannt.